# Utö hus
Utö hus (parfois Utöhus, littéralement en suédois « maison Utö ») est un manoir médiéval de la province d'Uppland, en Suède, sur l'île d'Arnö, au bord du lac Mälar. 
Le manoir est mentionné dans des sources écrites pour la première fois au début du XVe siècle. À l'époque, il appartenait à la famille Schack. Dans les années 1630, le domaine fut fusionné avec le château voisin de Grönsö. Le bâtiment a été réparé vers 1740 et habité occasionnellement jusqu'aux années 1840, date à laquelle il a été transformé en lieu de stockage. En 1937, Alice von Ehrenheim fit don de l'immeuble à l'Académie royale suédoise des belles-lettres, d'histoire et des antiquités. 
Le manoir est un manoir médiéval rectangulaire bien préservé avec des pignons à gradins. Il se compose d'une cave, de deux étages à proprement parler et de deux étages mansardés. La division actuelle des chambres semble dater de la première moitié du XVIIe siècle. 